# روبنز نيكولا
روبنز نيكولا هو لاعب كرة قدم برازيلي في مركز الهجوم، ولد في 30 يوليو 1955 في ساو باولو في البرازيل. لعب مع نادي كورينثيانز.